# Стурм, Хуго
Хуго Стурм (эст. Hugo Sturm; 14 августа 1891, Каарепереская волость — 24 декабря 1979, Йыгева, Эстония) — эстонский советский художник, скульптор, основоположник эстонской школы наивизма.

## Биография
Родился 14 августа 1891 года в Каарепереской волости. Участвовал как в Первой, так и во Второй мировой войне. Во время эстонской войны за независимость входил в партизанский отряд Юлиуса Куперьянова, а 15 сентября 1920 года был награждён Крестом Свободы II класса 3-й степени.
В 1944 году участвовал в боевых действиях на стороне противников СССР, за что был приговорён к 25 годам тюремного заключения и сослан в Сибирь. В 1956 году освобождён досрочно и до конца жизни проживал в Йыгева у своей дочери. После возвращения из Сибири не имел постоянного места работы.

## Творчество
С 1957 по 1978 годы активно занимался творчеством. 1978 год оказался самым плодотворным: художник создал три работы по дереву и написал маслом восемь картин. Живописью Стурм занимался в 1972—1978 годах, при этом больше всего картин — девять — написал в 1976 году. В своих работах часто использовал эстонский народный эпос «Калевипоэг».
В 1969 году создал своё знаменитое произведение — резное панно «Большой певческий праздник» (хранится в фондах Музея сланцев г. Кохтла-Ярве, Эстония).
В 2005 году коллекция из 34 работ художника поступила в собрание Центра Кондаса в г. Вильянди.

## Семья
- Мать — была, вероятно, служанкой при местном помещике в Каарепереской волости.
- Жена — Юлие-Эрмийне Кигурс, латышка, родом из зажиточной рижской семьи. В браке родились пять дочерей.
- Дочь[3] — Леа-Тути Лившиц (1930—1999) — эстонская художница, закончила художественные курсы Тартуского художественного музея и получила известность в Ида-Вирумаа благодаря своим акварелям.[4]